# Axel Marquardt
Axel Marquardt (* 23. September 1943 in Insterburg; † 31. August 2011 in Hamburg) war ein deutscher Schriftsteller, der auch die Pseudonyme Axel Maria Marquardt und Rainer Geist verwendete.

## Leben
Axel Marquardt besuchte  das Gymnasium in Münster, wo zu seinen Mitschülern unter anderem Hermann Kinder gehörte. Nach dem Studium organisierte er viele Jahre lang das Lyriker-Treffen in Münster. Er war Referent der Stiftung Deutsche Kinemathek in Berlin und von 1981 bis 1986 Produktionsleiter bei der Berlinale.
Anschließend war er Redakteur der Zeitschrift Kowalski und ab 1986 freier Schriftsteller. Marquardt lebte in Sendenhorst, Berlin, Wewelsfleth, Glückstadt, Hamburg, Schwerin und dann wieder in Hamburg, wo er nach Angaben seiner Frau am 31. August 2011 nach schwerer Krankheit verstarb.

## Auszeichnungen
- 1989 Arbeitsstipendium des Senats von Berlin
- 1990 Arbeitsstipendium des Landes Schleswig-Holstein
- 1991 Kulturförderpreis des Kreises Steinburg
- 1992 Friedrich-Hebbel-Preis
- 2004 Förderpreis der Ben-Witter-Stiftung

## Werke
- Sämtliche Werke. Band 1. Die frühe Prosa, Zürich, 1988, ISBN 3 251 00131 0
- Standbein Spielbein, Gedicht, Zürich 1989, ISBN 3 251 001469
- Der Betriebsdichter und andere Geschichten, Zürich 1992, ISBN 3 251 011804
- Die Reisenden, Zürich 1992
- Die Marschmenschen, Rendsburg 1997
- Die Welt ist ein weiß lackiertes Türblatt, Dreizehn Erzählungen, Rendsburg 1997, ISBN 3-931476-08-1
- Zoff in Russee, Kiel 1999
- Die Marschmenschen – wie sie wirklich sind, Rendsburg 2000
- Anselm im Glück, Frankfurt am Main 2003
- Rosebrock, München 2004
- Was bisher geschah. Alle Mach-, Lach- und Meisterwerke, Frankfurt am Main 2008

## Hörspiele
- Der Betriebsrichter
- Die blaue Stunde
- Der Bulle und die Hausfrau
- Dora is wech
- Eine Bildungsreise
- Frau Buschkes Tod
- Gittas Erwachen
- Hätten Sie's gewusst?
- Mensch und Tier
- Nach Soest!
- Die Nacht in Rheine
- Späte Rache
- Der Tod und das Mädchen
- Das Treffen in Gndlhm

### Herausgeberschaft
- Das Hausbuch der Hexen, Teufel & Dämonen, Zürich 1990
- 100 Jahre Lyrik! Deutsche Gedichte aus zehn Jahrzehnten, Zürich 1992, ISBN 3 251 00193 0[3]